# Pacto antenupcial
Pacto antenupcial (ou convenção antenupcial, e acordo pré-nupcial) constitui um contrato formal e solene celebrado entre os noivos no qual, em momento anterior ao casamento, as partes regulamentam as questões patrimoniais deste, como a escolha do regime de bens que vigorará entre eles durante o matrimônio - caso não optem pelo regime de comunhão parcial de bens - e quaisquer outras, como doações, ou gravação de bens com cláusula de incomunicabilidade, caso optem pelo regime de comunhão universal de bens. 
O pacto antenupcial é classificado como negócio jurídico celebrado sob condição suspensiva, pois sua eficácia fica condicionada à ocorrência de casamento. Com efeito, o pacto deverá ser feito por escritura pública devidamente registrada para que produza efeitos perante terceiros. E ainda deverá ocorrer o casamento na sequência, sob pena de sua ineficácia.

## No Brasil
No Brasil tem-se a possibilidade de diferentes regimes de bens, são eles: Comunhão Parcial de Bens (regime de bens), Comunhão Universal de Bens, Participação Final nos Aquestos, Separação de Bens e Separação Obrigatória de Bens.
É previsto nos artigos 1.653 a 1.657 do Código Civil de 2002, sendo requisito obrigatório quando o regime não for o da comunhão parcial (art. 1.536, VII).

#### Formalização do Pacto
Os casamentos regidos por comunhão universal de bens, separação convencional de bens e participação final dos aquestos exigem formalização do pacto antenupcial por meio de escritura pública, em Cartório de Notas, sendo nulo se assim não o for e ineficaz se não ocorrer o casamento (art. 1.653). Todavia, diante do princípio da conservação dos negócios jurídicos, a nulidade do pacto não atinge o casamento, que será válido e regido pelo regime de comunhão parcial de bens.
Pela lei brasileira - e atendendo ao Princípio da livre estipulação do regime de bens . Acesso em abr 2017. - também é possível que os noivos estipulem regras próprias quanto aos bens, diferentes dos quatro regimes de bens definidos no código. Além do mais, é possível estipular deveres e direitos para cada um, como, por exemplo, quem pagará determinada despesa, proibido fumar dentro de casa ou proibido deixar roupas espalhadas pelo chão. 

#### Pacto celebrado por menor
Em relação ao pacto antenupcial celebrado por menor, a sua eficácia fica condicionada à aprovação de seu representante legal, salvo as hipóteses do regime de separação obrigatória de bens (art. 1.654). Tal aprovação não se confunde com a autorização dos representantes legais exigida para o casamento dessas pessoas. 

#### Pacto com cláusula contrária à lei
A princípio, os noivos podem estipular o que quiserem sobre o regime de bens que regerá seus interesses econômico-patrimoniais. Porém, será considerada nula a convenção ou cláusula constante no pacto que conflite com disposição absoluta de lei, ou seja, que colida com normas de ordem pública (art. 1.655). Com isso, a norma limita a autonomia privada no pacto, anulando cláusulas contrárias à lei, como por exemplo:
- excluir o direito à sucessão no regime da comunhão parcial de bens, afastando a concorrência sucessória do cônjuge com os ascendentes (STJ, REsp 954.567/PE, 3.ª Turma, Rel. Min. Massami Uyeda);
- Em determinados negócios (art. 1.647 do CC) afastar a incidência da autorização obrigatória do cônjuge nos regimes da comunhão universal e da comunhão parcial de bens, por prejudicar a meação dele;
- consagrar a administração exclusiva dos bens do casal pelo marido, enunciando que a mulher é incompetente para tanto. A previsão é nula por estar distante da isonomia constitucional entre homens e mulheres.

Também não é permitido fazer acordos quem dispensem os cônjuges dos deveres conjugais estabelecidos pela lei ou que atentem contra a dignidade da pessoa humana, como fidelidade, respeito, mútua assistência, assim como renunciar aos alimentos, alterar a ordem entre os herdeiros, impedir que algum dos cônjuges peça o divórcio, que a mulher depois de separada não possa namorar sob pena de perder a guarda dos filhos, ou que o marido faça vasectomia ou a mulher ligue as trompas, em caso de separação.

#### Regime da participação final dos aquestos
No que concerne ao pacto antenupcial que adotar o regime da participação final dos aquestos, é possível convencionar a livre disposição dos bens imóveis desde que particulares (art. 1.656 do CC). Isso é assim, pois durante o casamento por tal regime há uma separação convencional de bens (art. 1.688). A norma mitiga a regra do art. 1.647, I, do CC, dispensando a outorga conjugal se isso for convencionado.

#### Efeitos perante terceiros
Como já foi dito, para que tenha efeitos erga omnes, ou seja, contra terceiros, os pactos antenupciais deverão ser registrados em livro especial pelo oficial do Registro de Imóveis do primeiro domicílio do casal (art. 1.657 do CC). Se o casal, ou cada cônjuge individualmente, possuir bens imóveis registrados, deverá tempestivamente também averbar o casamento com o pacto antenupcial no Livro do Registro de Imóveis de cada bem imóvel.
Dessa forma, sem o registro no cartório de registro de imóveis, o regime escolhido não terá validade perante terceiros, mas somente entre os cônjuges. Perante terceiros é como se não existisse o referido pacto, vigorando, então, o regime da comunhão parcial de bens, que é o regime legal.

#### Possibilidade de alteração na vigência do casamento
Diferindo da legislação anterior, que impunha a imutabilidade do regime de bens durante a vigência do casamento, o Código Civil de 2003 prevê que esse regime de bens pode ser alterado, conforme seu art. 1.639, §2º: "mediante autorização judicial em pedido motivado de ambos os cônjuges, apurada a procedência das razões invocadas(...)". 

#### Liberdade de estipulação de cláusulas
Conforme o Código Civil, é lícito aos nubentes a livre estipulação a respeito de seus bens. Dessa forma, podem optar por um dos regimes disciplinados no Código Civil ou podem combinar regras de um com regras de outro, ou ainda estabelecer um regime peculiar.

#### Restrições legais
O Código Civil impõe o regime da separação de bens (chamada separação obrigatória ou separação por imposição legal) quando o casamento for contraído com desrespeito a causa suspensiva, envolver pessoa maior de 70(setenta) anos ou depender de suprimento judicial para sua realização (art. 1641, CC).
Entretanto, o pacto será necessário somente no caso do regime da separação total de bens, ou assim chamada, convencional, onde as partes convencionam o regime de bens que vigorará a partir do casamento.
Vale lembrar que a Súmula 377 do STF preceitua que no regime da separação legal (obrigatória) de bens, comunicam-se os adquiridos na constância do casamento e que não há necessidade de pacto, justamente porque decorre da lei. Outra hipótese seria a regulação da lei concernente ao regime da comunhão parcial de bens, quando o casal não se manifestar consensualmente a respeito de qualquer dos regimes (vide art. 1640, CC).